# Presídio do Pontal do Rio Acaraú
O Presídio do Pontal do Rio Acaraú localizava-se à margem direita da foz do rio Acaraú, no pontal do Presídio, atual município de Acaraú, no litoral norte do estado brasileiro do Ceará.

## História
Este presídio foi erguido com a função de vigilância daquele trecho do litoral, para coibir as atividades de contrabando (BARRETTO, 1958:98).